# أحمد بن عبد الله آل محمود
أحمد بن عبد الله آل محمود هو سياسي ودبلوماسي قطري، أنتخب في نوفمبر 2017 ليشغل منصب رئيس مجلس الشوري القطري، كان يشغل منصب نائب رئيس مجلس الوزراء (2011-2017) ووزير الدولة بالخارجية القطرية (1996-2011)، وهو ابن رجل الدين القطري عبد الله بن زيد آل محمود وشقيق عبد الرحمن عبد الله آل محمود رئيس المحاكم الشرعية في دولة قطر.

## الدراسة
نال درجة البكالريوس في اللغة العربية والدراسات الإسلامية من جامعة القاهرة 1976، ودرجة الماجستير في الاقتصاد من جامعة ميشيغان في الولايات المتحدة الأمريكية 1981م.

## الحياة العملية
بدأ حياته العملية سكرتيراً ثالثاً في وزارة الخارجية 1976 وتدرج في السلك الدبلوماسي، حتى وصل منصب سفير فوق العادة مفوضاً لدولة قطر لدى سلطنة عمان 1984-1986. ثم سفيراً فوق العادة مفوضاً لدولة قطر لدى الولايات المتحدة الأمريكية، وسفيراً غير مقيم لدى كل من المكسيك وفنزويلا 1987-1989م، ثم وكيلاً لوزارة الخارجية القطرية في الفترة من 1989 – 1995م. في العام 1996 عُيّن في منصب وزير الدولة للشؤون الخارجية وعضو مجلس الوزراء وشغل المنصب حتى 2011 . ثم نائب رئيس مجلس الوزراء ووزير الدولة لشؤون مجلس الوزراء 2011 - 2017م. شغل رئاسة مجلس إدارة عدد من المؤسسات والهيئات في دولة قطر، وترأس العدد من اللجان والمبادرات، من أبرزها مسوؤل ملف الوساطة للنزاع في إقليم دارفور في السودان.

## الجوائز
حائز على عدة جوائز وأوسمة أبرزها:
وسام الفارس من رئيس الجمهورية الإيطالية ، 11 نوفمبر 2007، ووسام ( الشرف الذهبي ) من الحكومة البلغارية ، 7 مايو 2012، وجائزة العمل الإنساني لدول مجلس التعاون الخليجي من الشبكة الإقليمية للمسؤولية الاجتماعية بمملكة البحرين في العام 2016م.